# Sucha Czubka
Sucha Czubka – niewybitny szczyt reglowy w grzbiecie oddzielającym Dolinę Białego od Doliny Strążyskiej w Tatrach Zachodnich. Znajduje się w górnej, południowej części tego grzbietu, pomiędzy Wyżnią Suchą Przełęczą (ok. 1550 m) a Niżnią Suchą Przełęczą (1508 m). Na wschodnią stronę jego stoki opadają do Doliny Suchej (górna część Doliny Białego). Na zachodnią natomiast do Wielkiej Równi w górnej części Doliny Strążyskiej opada z niego lesisto-skalisty Jeleni Grzbiet.
Sucha Czubka z powodu swoich niewielkich rozmiarów jest podrzędnym obiektem w całym grzbiecie Suchego Wierchu. Jest całkowicie porośnięta gęstym lasem.

## Przypisy

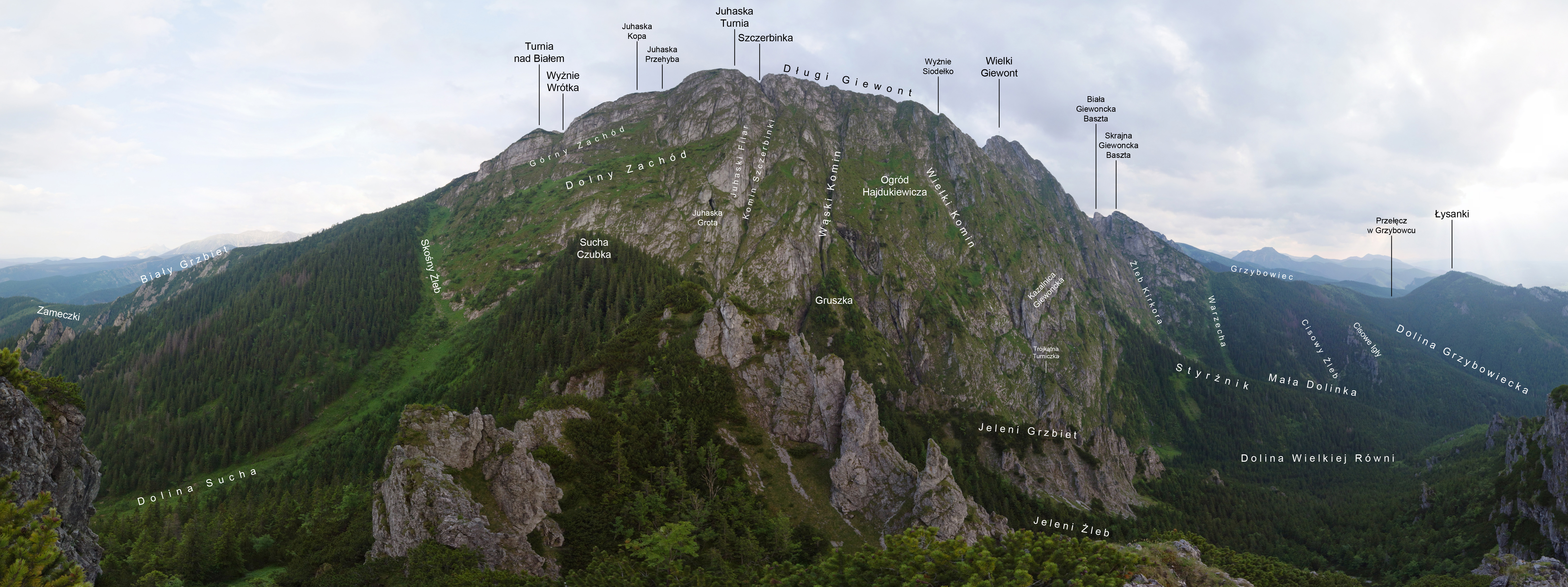